# Смртоносно оружје
Смртоносно оружје (енгл. Lethal Weapon) је амерички акциони филм из 1987. који је режирао Ричард Донер. Главне улоге играју: Мел Гибсон и Дени Главер.

## Радња
Прича почиње у ноћи 14. децембра 1987. са самоубиством Аманде Хансакер (Џеки Свонсон), кћерке Мајкла Хансакера (Том Аткинс), старог пријатеља и бившег колеге из војске, детектива из Лос Анђелеса, наредника Роџера Мертоа (Дени Главер). Полицајац ветеран са двадесет година искуства, Роџер Мерто добија новог партнера на свој 50. рођендан. Партнер му је 37-годишњи детектив, наредник Мартин Ригс (Мел Гибсон), чија је жена погинула у саобраћајној несрећи три године пре. Као резултат, Ригс је постао суицидан, алкохоличар, те тако безобзиран и насилан у примени полицијских метода да га сматрају „смртоносним оружјем“. Наредник Мерто није сретан што је добио партнера „на рубу“, који је уз то и суицидалан, али му после остаје захвалан након што му Ригс спашава живот.
Истражујући смрт Аманде Хансакер, двојица откривају операцију кријумчарења хероина коју организују ветерани Вијетнамског рата, тачније специјалне јединице познате као 'Shadow Company'. Операцију надзиру немилосрдни генерал Питер Макалистер (Мичел Рајан) - бивши заповедник јединице 'Shadow Company' и његова десна рука, Џошуа (Гари Бјуси). Мерто и Ригс, обојица вијетнамски ветерани откривају како је Мајкл Хансакер „прао новац“ кроз своју банку, а Макалистер је наручио Амандино убиство како би задржао Мајкла да не призна све што зна о кругу кријумчара хероина. Након што се пар суочио са Мајклом Хансакером, Џошуа се одједном појављује у хеликоптеру и убија Мајкла Хансакера.
Како Ригс и Мерто откривају све више о јединици Shadow Company, све насилнији припадници јединице отимају Мертову кћер Ријен како би га присили да им каже све што му је рекао Хансакер. Ригс, иако га је Макалистер заробио и мучио струјом, успева се извући и ослобађа Мертоа и Ријен. Двојица полицајаца нападају јединицу 'Shadow Company' и убијају већину чланова; Макалистер је убијен у ауто-бомби (заједно са пошиљком хероина), а Ригс и Мерто убијају Џошуу након што га Ригс пребије испред Мертове куће.
Мерто и Ригс постају велики пријатељи, а Ригс долази за Божић у Мертову кућу. Ригс доводи свог пса Сема како би се спријатељио са породичним мачком Мертових, те даје Мертоу симболичан дар; недирнути метак којим се Ригс мислио убити.

## Улоге
| Глумац          | Улога                    |
| --------------- | ------------------------ |
| Мел Гибсон      | Мартин Ригс              |
| Дени Главер     | Роџер Мерто              |
| Гари Бјуси      | Џек Џошуа                |
| Мичел Рајан     | генерал Питер Макалистер |
| Том Еткинс      | Мајкл Хансакер           |
| Стив Кејхан     | капетан Ед Марфи         |
| Жил Колер       | плаћеник                 |
| Џеки Свонсон    | Аманда Хансакер          |
| Лишија Наф      | Дикси                    |
| Ед О'Рос        | Мендез                   |
| Ал Леонг        | Ендо                     |
| Пол Туерпе      | најамник                 |
| Свен-Оле Торсен | најамник                 |

## Зарада
- Зарада у САД - 65.207.127 $
- Зарада у иностранству - 55.000.000 $
- Зарада у свету - 120.207.127 $